# 이미라
이미라(1962년 10월 5일 ~ )는 대한민국의 만화가이다. 1986년 《바람의 방향》으로 데뷔했다.

## 작품

### 장편
- 바람의 방향 (1986년)
- 늘푸른 나무 (1988년)
- 늘푸른 이야기 (1989년)
- 너의 의미
- 인어공주를 위하여 (1990년)
- 또하나의 이야기 (1991년)
- 그대를 위한 가을 노래는 (1992년)
- 친구에게 (1992년)
- 겔다를 찾아서 (1992년)
- 은비가 내리는 나라 (1992년)
- 그 해 겨울 바다행 기차는... (1993년)
- 인간적으로 정이 안가는 인간 (1994년)
- 사랑입니까 (1994년)
- 남성해방 대작전 (1996년)
- 마법의 성 (1996년)
- 트윈 플레이 (1997년)
- 신 로미오와 줄리엣 (1997년)
- 너의 하늘은 창밖에 머문다 (1998년)
- 마젠타 나의 수호신 (2000년)
- 선녀 파이팅 (2002년)

### 단편집
- 너의 의미 (1996년)
- 사랑이 흐른 후 (1996년)
- 빈 의자 (1996년)